# 2. deild Wysp Owczych (1995)
W roku 1995 odbyła się 52. edycja 2. deild Wysp Owczych – drugiej ligi piłki nożnej Wysp Owczych. W rozgrywkach brało udział 10 klubów z całego archipelagu. Klub z pierwszego miejsca awansował do 1. deild, jednak w sezonie 1995 z uwagi na mistrzostwo drugiej drużyny HB Tórshavn awansował ÍF Fuglafjørður z miejsca drugiego. Kolejny klub uzyskał prawo do gry w barażach, które EB/Streymur przegrał z Sumba/VB i pozostał w drugiej lidze. Drużyna z ostatniego miejsca (GÍ II Gøta) automatycznie spadała do ligi trzeciej, zaś przedostatnia rozgrywała baraż, który Royn Hvalba przegrała z klubem Skála ÍF i spadła.

## Uczestnicy
| Uczestnicy 2. deild Wysp Owczych 1994                                                                         | Uczestnicy 2. deild Wysp Owczych 1994 | Uczestnicy 2. deild Wysp Owczych 1994 | Uczestnicy 2. deild Wysp Owczych 1994 |
| --- | ------------------------------------- | ------------------------------------- | ------------------------------------- |
| LÍF | LÍF Leirvík                           | 3                                     |                                       |
| HBII | HB II Tórshavn                        | 4                                     |                                       |
| Royn | Royn Hvalba                           | 6                                     |                                       |
| SÍ | SÍ Sørvágur                           | 7                                     |                                       |
| KÍII | KÍ II Klaksvík                        | 8                                     |                                       |
| Nowi uczestnicy                                                                                               |                                       |                                       |                                       |
| S/VBII | Sumba/VB II                           |                                       |                                       |
| Spadek z 1. deild Wysp Owczych 1994                                                                           |                                       |                                       |                                       |
| ÍF | ÍF Fuglafjørður                       | 9                                     |                                       |
| EBS | EB/Streymur                           | 10                                    |                                       |
| Awans z 3. deild Wysp Owczych 1994                                                                            |                                       |                                       |                                       |
| FSVII | FS II Vágar                           | 2                                     |                                       |
| GÍ II | GÍ II Gøta                            | 3                                     |                                       |
| Oznaczenia: - kolumna pierwsza – skróty nazw drużyn, - kolumna trzecia – miejsce zajęte w poprzednim sezonie. |                                       |                                       |                                       |

## Tabela ligowa
| Lp. | Drużyna                 | M  | Z  | R | P  | Bramki | Bramki | Różn. | Pkt | Uwagi              |
| --- | ----------------------- | -- | -- | - | -- | ------ | ------ | ----- | --- | ------------------ |
| 1   | HB II Tórshavn          | 18 | 11 | 3 | 4  | 56     | 32     | +24   | 36  |                    |
| 2   | ÍF Fuglafjørður (M) (A) | 18 | 11 | 2 | 5  | 48     | 28     | +20   | 35  | Awans do 1. deild  |
| 3   | EB/Streymur             | 18 | 10 | 1 | 7  | 53     | 15     | +38   | 31  | Baraże o 1. deild  |
| 4   | Sumba/VB II             | 18 | 9  | 2 | 7  | 31     | 29     | +2    | 29  |                    |
| 5   | FS II Vágar             | 18 | 8  | 4 | 6  | 35     | 40     | −5    | 28  |                    |
| 6   | LÍF Leirvík             | 18 | 8  | 2 | 8  | 37     | 29     | +8    | 26  |                    |
| 7   | KÍ II Klaksvík          | 18 | 6  | 6 | 6  | 44     | 36     | +8    | 24  |                    |
| 8   | SÍ Sørvágur             | 18 | 5  | 4 | 9  | 34     | 47     | −13   | 19  |                    |
| 9   | Royn Hvalba (S)         | 18 | 5  | 2 | 11 | 28     | 45     | −17   | 17  | Baraże o 2. deild  |
| 10  | GÍ II Gøta (S)          | 18 | 2  | 4 | 12 | 20     | 47     | −27   | 10  | Spadek do 3. deild |

### Baraże o 2. deild
| Drużyna 1                            | Wynik dwumeczu | Drużyna 2 | Pierwszy mecz | Drugi mecz |
| ------------------------------------ | -------------- | --------- | ------------- | ---------- |
| Royn Hvalba                          | 3-4            | Skála ÍF  | 3:2           | 0:2        |
| Po lewej gospodarz pierwszego meczu. |                |           |               |            |

| 22 października 1995  | Royn Hvalba                                  | 3:2   | Skála ÍF                                  |                                                      |
|                       | Jan Albinus 23' · Vilmund Michelsen 27', 42' | (3:1) | 24' Heri Petersen · 76' Kaysten Rasmussen | á Skørðunum, Hvalba Sędzia: Frits Poulsen (Sumba/VB) |
| Fróði Justinussen 55' |                                              | (3:1) |                                           | á Skørðunum, Hvalba Sędzia: Frits Poulsen (Sumba/VB) |

| 28 października 1995 | Skála ÍF                                                                         | 2:0   | Royn Hvalba |                                                        |
|                      | Kaysten Rasmussen 67', 72'                                                       | (0:0) |             | Mýruhjalla, Skáli Sędzia: Lassin Isaksen (KÍ Klaksvík) |
| Magni Thomsen 75'    | 24', 89' Róin Schrøter · 70' Signar Skaalum · 75' Lars Müller · 90' Herman Olsen | (0:0) |             | Mýruhjalla, Skáli Sędzia: Lassin Isaksen (KÍ Klaksvík) |

Skála ÍF w wyniku meczów barażowych dostał się do drugiej ligi.